# Trugkoralle
Die Trugkoralle (Myriapora truncata) ist ein Moostierchen (Bryozoa, auch Ectoprocta bezeichnet), das im gesamten Mittelmeer und in Teilen des angrenzenden östlichen Atlantik vorkommt. Sie lebt an schattigen und lichtarmen Bereichen der Küsten unter Überhängen und in vorderen Höhlenbereichen.

## Merkmale
Kolonien von Trugkorallen werden 15 Zentimeter hoch und erreichen einen Durchmesser von zehn, seltener von mehr als zwanzig Zentimetern. Sie haben strauchartig und gleichmäßig verzweigte Äste mit einem runden Querschnitt. Durch die orangerote Farbe, die korallenartige Wuchsform und die abgestumpften Astenden ähnelt die Kolonie einer Edelkoralle, deren Enden abgebrochen wurden. Abgestorbene Kolonien oder Kolonieteile werden gelblich-weiß. In den porenartigen Löchern der Äste sitzen die Einzeltiere. Die Trugkoralle ist häufig und aufgrund der auffallenden Farbe und der Koloniegröße eine Moostierchenart, die leicht zu entdecken ist.

## Vermehrung
Eine Trugkorallenkolonie entsteht durch die asexuelle Vermehrung (Knospung) eines Einzeltieres (Primärzooid), das selber aus einer sexuellen Vermehrung hervorgegangen ist. Der Primärzooid produziert Tochterzooiden, die dann ihrerseits knospen und Tochterzooiden bilden. Die Zooiden sind Zwitter. Aus ihrer geschlechtlichen Vermehrung entstehen Larven, die sich dann auf einem geeigneten Hartsubstrat festsetzen und Primärzooiden bilden.